# Trnovany (okres Litoměřice)
Obec Trnovany se nachází v okrese Litoměřice v Ústeckém kraji. Obec se nalézá dva kilometry východním směrem od Litoměřic a prochází jí silnice I. třídy I/15 z Litoměřic do České Lípy. Dále se zde nalézá stejnojmenná železniční zastávka na železniční trati Lovosice – Česká Lípa. Součástí obce je také vesnice Podviní. Celkem v obci žije 463 obyvatel.

## Historie
První písemná zmínka pochází z roku 1057. Od 1. května 1976 do 31. srpna 1990 byla obec spolu se svou částí Podviní součástí města Litoměřice.

## Obyvatelstvo
|                                                        | 1869 | 1880 | 1890 | 1900 | 1910 | 1921 | 1930 | 1950 | 1961 | 1970 | 1980 | 1991 | 2001 | 2011 |
| ------------------------------------------------------ | ---- | ---- | ---- | ---- | ---- | ---- | ---- | ---- | ---- | ---- | ---- | ---- | ---- | ---- |
| Obyvatelé                                              | 178  | 208  | 177  | 236  | 229  | 228  | 265  | 140  | 132  | 133  | 111  | 98   | 115  | 106  |
| Domy                                                   | 39   | 30   | 31   | 36   | 37   | 37   | 41   | 32   | 68   | 29   | 29   | 31   | 35   | 41   |
| Data z roku 1961 zahrnují i domy místní části Podviní. |      |      |      |      |      |      |      |      |      |      |      |      |      |      |

## Pamětihodnosti
- Usedlost čp. 18 (památková ochrana usedlosti čp. 22 byla zrušena v roce 2013)

## Galerie

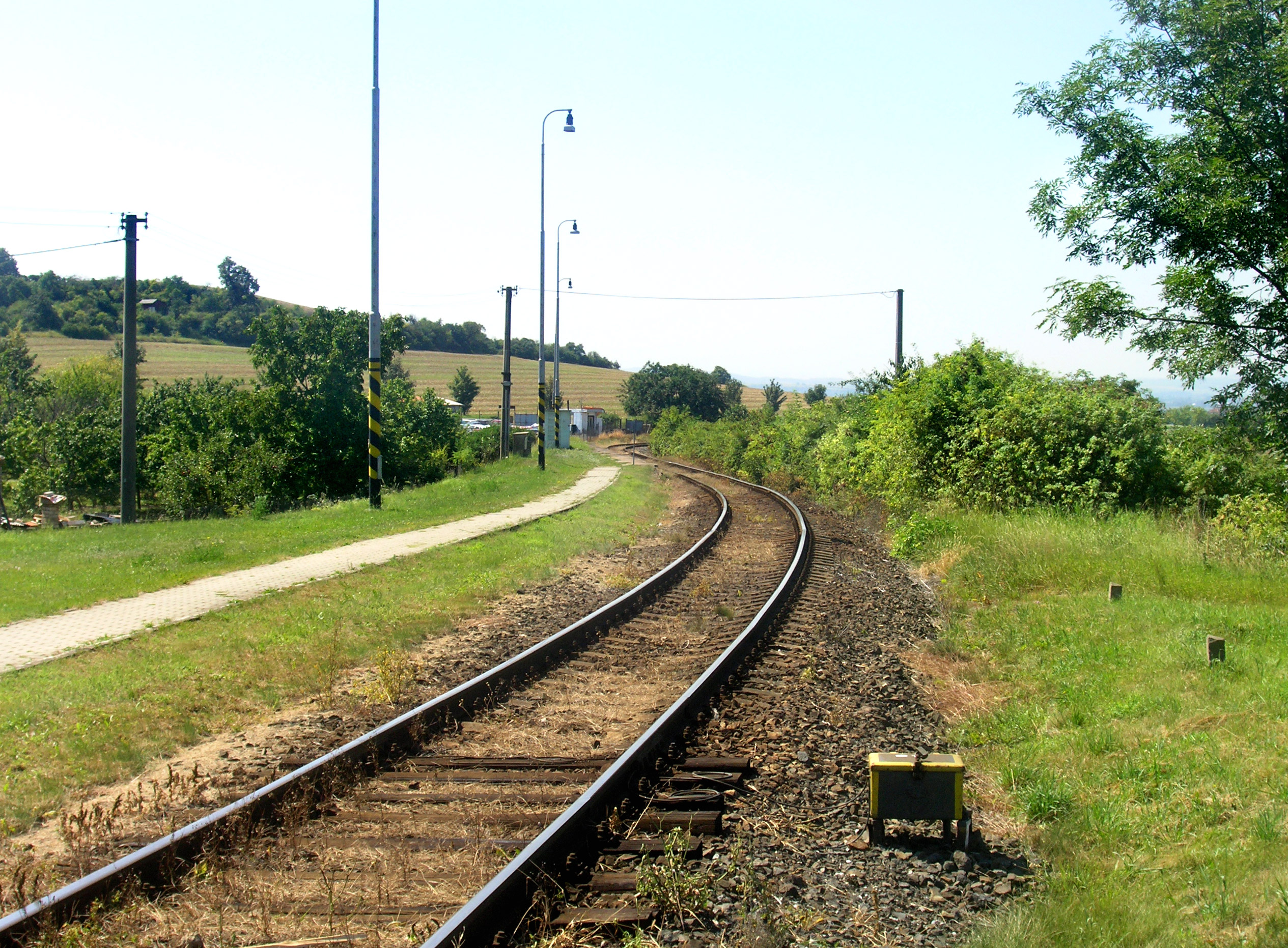
Železniční zastávka Trnovany
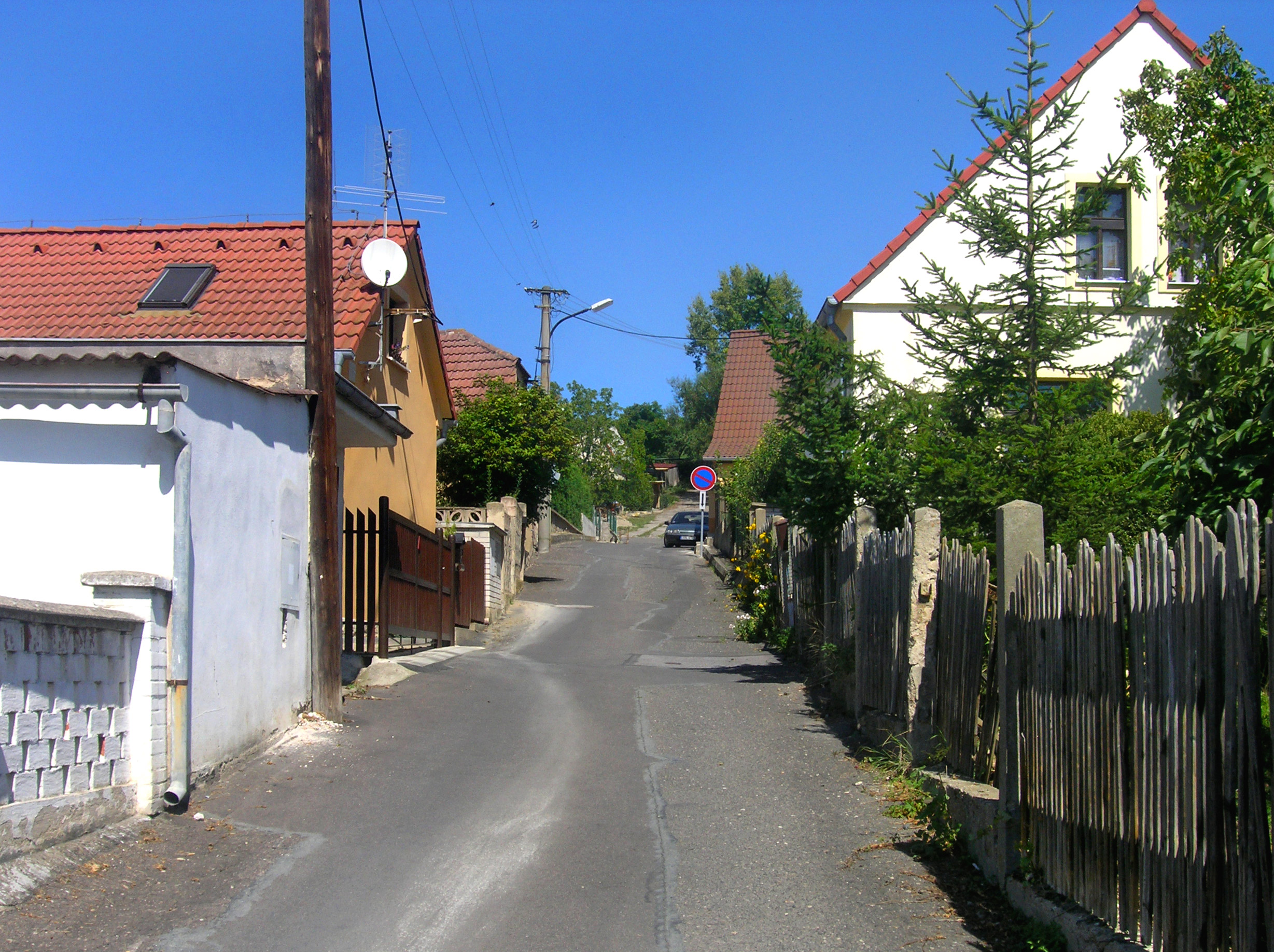
Podviní, část Trnovan